# Mastacembelus vanderwaali
Mastacembelus vanderwaali és una espècie de peix pertanyent a la família dels mastacembèlids.

## Descripció
- Fa 15,1 cm de llargària màxima.
- Nombre de vèrtebres: 82.[5][6]

## Hàbitat
És un peix d'aigua dolça, bentopelàgic i de clima tropical que viu en fons rocallosos.

## Distribució geogràfica
Es troba a Àfrica: rius Zambezi i Okavango.

## Observacions
És inofensiu per als humans.